# The debut of Thomas Cat
The debut of Thomas Cat è il primo film di disegni animati a colori della storia.

## Trama
Un gattino, Thomas Cat, viene istruito da sua madre a prendere i topi. Purtroppo, il gattino scambia  un ratto per un topolino .

## Storia
Fu prodotto nel 1920 dai Bray studios e distribuito l'otto febbraio dello stesso anno.

## Tecnica
Per il colore fu utilizzato il costoso metodo Brewster Natural Color Process (un processo a 2-emulsione di colore) inventato da Percy Brewster in Newark nel New Jersey, un precursore della tecnica più riuscita della Technicolor.
È stato il primo cortometraggio animato realizzato utilizzando pellicole a colori. I disegni sono stati effettuati sulla celluloide trasparente e poi  dipinti sul retro, poi la celluloide così dipinta veniva  fotografata con una fotocamera a due colori.

## Distribuzione
Fu distribuito dalla Paramount in forma teatrale.

## Curiosità
Il primo corto animato fu però  Gollywog Land (1912, UK), un film in stop motion  colorato con tecnica  Kinemacolor, che conteneva anche live action e che quindi non fu il primo realizzato con la tecnica del "disegno animato".